# 최석항
최석항(崔錫恒, 1654년 ~ 1724년)은 조선 후기의 문신·학자이다. 본관은 전주. 자는 여구(汝久), 호는 손와(損窩), 시호는 충간(忠簡). 영의정 최석정의 아우이다.

## 생애
숙종 때 문과에 급제해 검열, 봉교 등을 지내고 정언, 지평을 거쳐 평안도 암행어사로 민정을 다스리며 탐관오리들을 적발해서 숙종의 총애를 받았고 정언, 지평, 부교리까지 지냈으나 기사환국으로 파직되고 갑술환국으로 재등용되어 보덕, 부수찬, 겸필선, 사인을 거쳐 승지가 되고 대사간, 대사헌을 거쳐 승지로 있을 때 장희빈의 사사를 반대하다 경상도관찰사로 밀려나고 이후 대사간과 승지를 거쳐 개성유수가 되고 대사간, 도승지, 부제학, 대사성을 거쳐 이조참판, 예문관제학으로 노론 대신들과 맞섰다. 이후 이조참판, 대사헌, 예문관제학을 거쳐 이조참판, 부제학, 대사헌을 거쳐 형조판서로 승진, 이조판서가 되며 노론이던 김창집, 이이명 등과 대립했고 형조판서, 병조판서, 좌참찬, 한성부판윤, 이조판서, 호조판서를 두루 하며 경종의 측근으로 동지의금부사를 한 뒤 판의금부사, 한성부판윤, 이조판서, 형조판서, 병조판서를 거쳐 지경언사를 겸하고 판의금부사, 병조판서를 하며 약방제조를 겸하다가 지경연사와 판의금부사를 거쳐 병조판서, 예문관제학에 이어 병조판서, 우참찬, 형조판서를 거쳐 예문관제학, 좌참찬, 판의금부사를 지낸 뒤 경기도관찰사를 거쳐 좌참찬, 이조판서를 지내고 강화유수와 병조판서, 판의금부사, 예조판서를 거쳐 경종 때 판의금부사, 병조판서, 이조판서를 한 뒤 신임사화로 실권을 장악해 우빈객을 겸하고 이조판서, 좌참찬, 병조판서를 거쳐 우의정이 되고 좌의정까지 승진한다.

## 평가
당시 소론4대신 가운데 한 사람이었다. 저서로 《손와유고(損窩遺稿)》가 있다.